# USS O-15 (1918)
USS O-15 was een Amerikaanse onderzeeboot van de O-klasse gebouwd door de Amerikaanse scheepswerf California Shipbuilding Company uit Long Beach. De boot werd op 27 augustus 1918 in dienst genomen, door Amerikaanse marine, onder commandant luitenant-ter-zee C. K. Martin. De boot is gebouwd voorafgaand aan de Amerikaanse deelname aan de Eerste Wereldoorlog, maar kwam pas gedurende de laatste maanden van de Eerste Wereldoorlog in dienst. De boot heeft tijdens de Eerste Wereldoorlog kortstondig gepatrouilleerd langs de Oostkust van de Verenigde Staten. In 1930 is de boot verschroot conform het Verdrag van Londen van 1930.